# 坂口正和
坂口 正和（さかぐち まさかず、2006年3月5日 - ）は、埼玉県出身のサッカー選手。プリメーラ・ディビシオン・ラージョ・バジェカーノ所属。ポジションはミッドフィールダー。身長173cm、体重65kg、左利き。

## 略歴
中学卒業後に留学会社を介さず単身スペインへ渡り、ラ・リーガ1部ラージョ・バジェカーノに実力と将来性が評価され、同クラブのカンテラであるフベニールC(U17)、フベニールB(U18)で2シーズンプレー。2024年の誕生日で18歳を迎えたことでフベニールA (U19)との契約合意に至り、スペインユース1部División de Honorへの出場が可能となる。。

## 所属クラブ
ユース経歴
- ラージョ・バジェカーノ GRANDE FC U15
- 2024-2025年 ラージョ・バジェカーノ　フベニールA

## 外部サイト
- ラージョ・バジェカーノ公式（スペイン語）